# Xã Lincoln, Quận Coffey, Kansas
Xã Lincoln (tiếng Anh: Lincoln Township) là một xã thuộc quận Coffey, tiểu bang Kansas, Hoa Kỳ. Năm 2010, dân số của xã này là 1.281 người.